# Représentations d'Anne de Bretagne

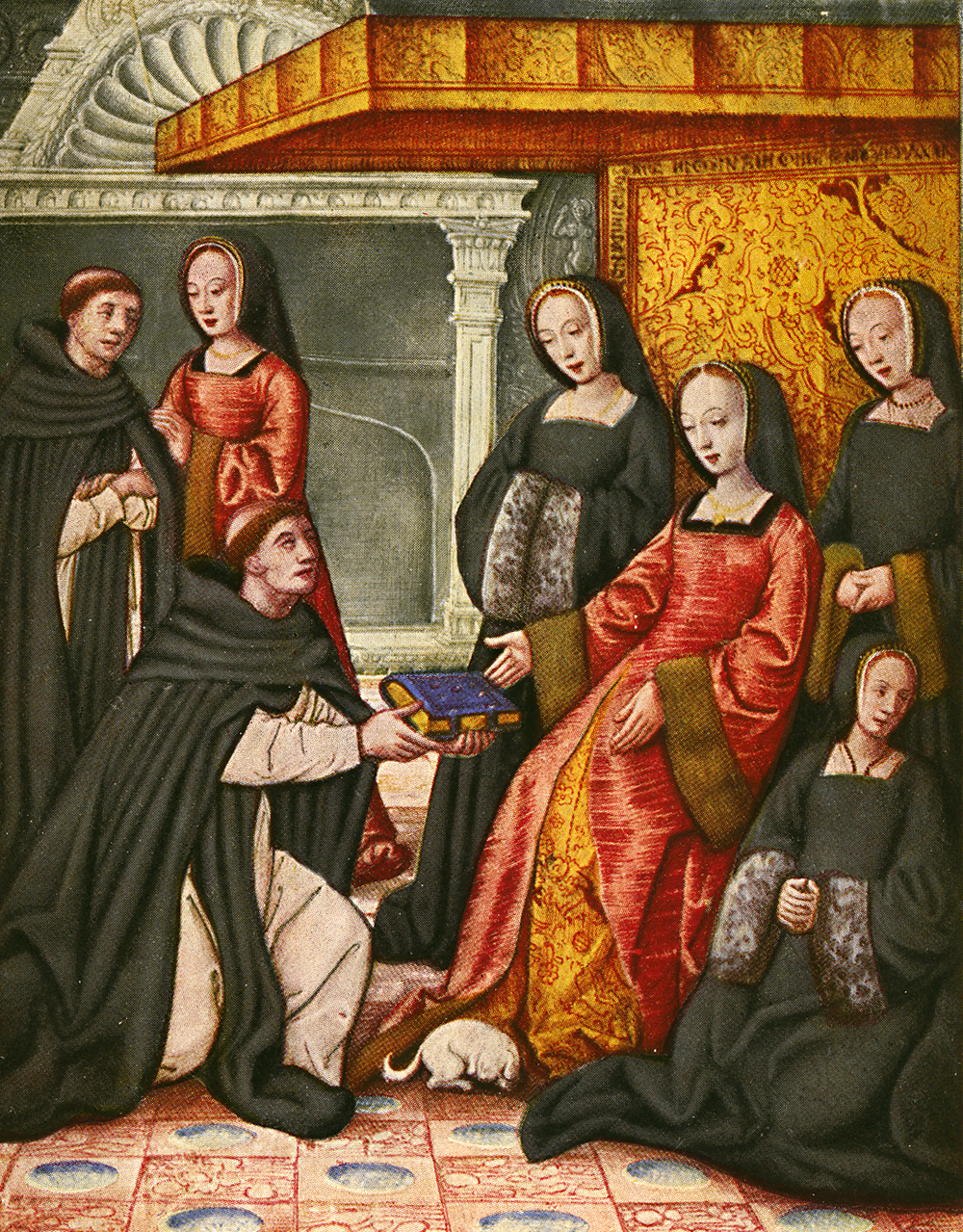
Anne de Bretagne recevant d'Antoine Dufour un manuscrit à l'éloge des femmes célèbres. Miniature attribuée à Jean Perréal, vers 1508.

Anne de Bretagne a très tôt fait l'objet de représentations. Les propagandes royales de Charles VIII puis de Louis XII l'ont idéalisé en faisant le symbole de la reine parfaite, de l’Union entre le royaume et le duché, de la paix revenue. L’Autriche de Maximilien évincé du mariage, a porté un autre regard sur ces évènements. Au cours des siècles, les historiens et l’imaginaire populaire ont forgé une Anne de Bretagne fort différente, lui attribuant des caractéristiques physiques ou psychologiques ou des actes qui ne sont pas nécessairement vérifiables par des éléments historiques.
Cet article relève les principales d'entre elles.

## Le physique d'Anne de Bretagne

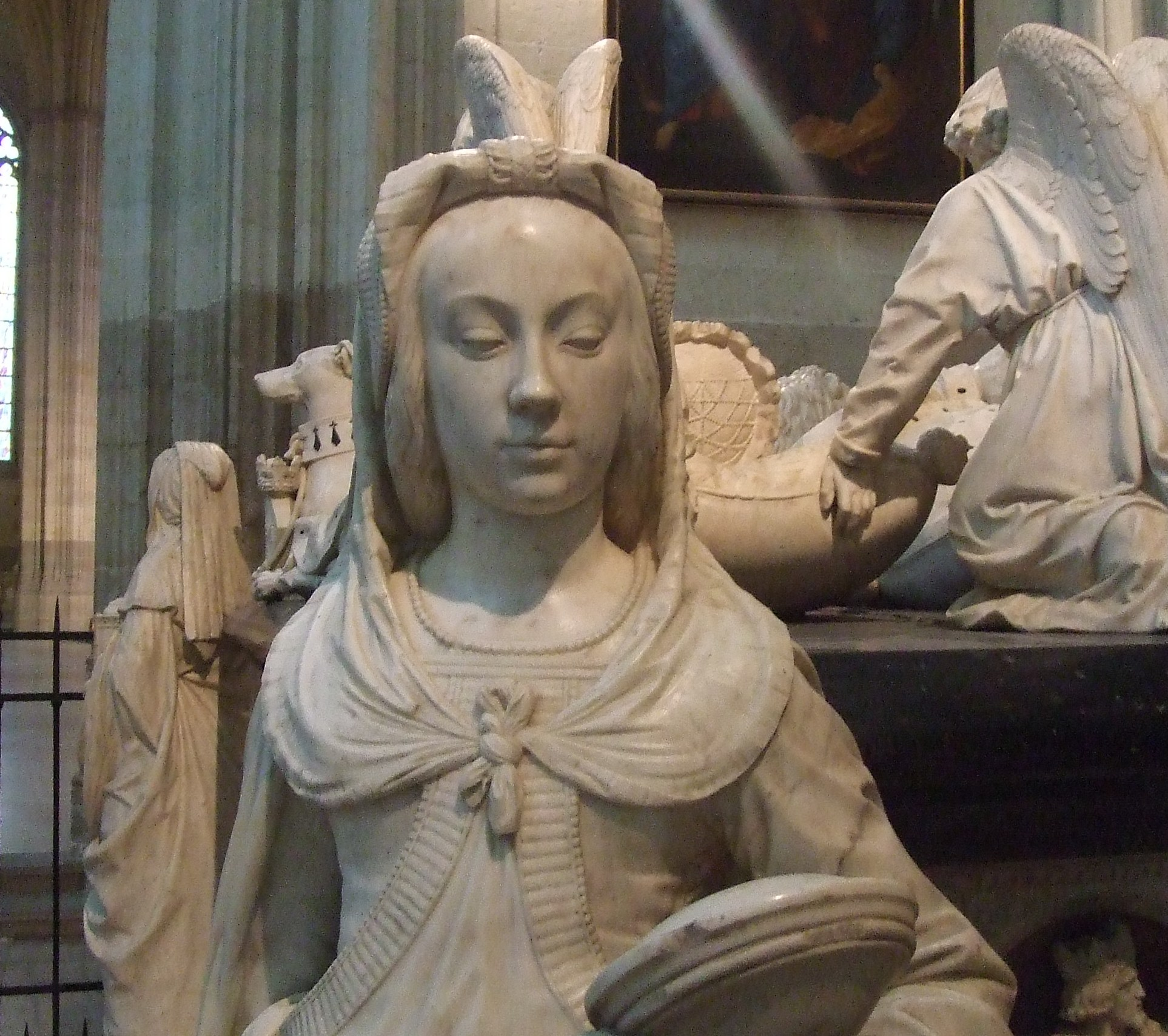
Le visage d'Anne sculpté par Michel Colombe sur l'allégorie de la Prudence, au coin du tombeau de François II. Son contemporain, le poète Disarvoez Penguern, natif de Cornouaille (ou des Cornouailles ?), dit sa grande vertu, prudence.

Du physique d'Anne de Bretagne nous sont parvenues quelques descriptions de chroniqueurs, d'assez nombreux portraits sur bois ou dans des manuscrits enluminés, son profil sur des médailles, les statues des Justi sur le monument funéraire de Saint-Denis et peut-être son visage sculpté par Michel Colombe sur l'allégorie de la Prudence, au coin du tombeau de François II à Nantes[réf. nécessaire]. À l'époque, la beauté physique était encore peu estimée, et n'était que le reflet de la beauté morale. Portraits et statues présentent une femme au visage régulier et agréable, répondant à des canons universels dans l'Europe des XVe et XVIe siècles. Ceux-ci sont tous des travaux de commande, et comportent peu de signes distinctifs :
- sous le règne de Charles VIII, toutes ses représentations sont sans personnalité : elle n’est qu’une reine aux côtés de son époux ;
- sous le règne de Louis XII, elle incarne la paix, l’union entre la Bretagne et la France : on lui donne les traits de la Vierge Marie.

Anne de Bretagne est toutefois généralement représentée comme blonde. Les descriptions contemporaines et toutes les représentations qui en sont faites la parent des vêtements dignes de son rang : robes de brocart rehaussées de fourrure, colliers et bijoux, hennin. Zaccaria Contarini, ambassadeur de Venise, la décrit ainsi en 1492 :
« La reine a 17 ans, elle est de petite taille, fluette, et elle boite visiblement d'une jambe, bien qu'elle porte des chaussures à haut talon pour cacher sa difformité. Elle a le teint foncé et elle est assez jolie. Sa finesse d'esprit est remarquable pour son âge et une fois qu'elle a décidé de faire quelque chose, elle s'efforce d'y parvenir par n'importe quel moyen et à n'importe quel prix. »

## Symbole de l’Union entre la France et la Bretagne

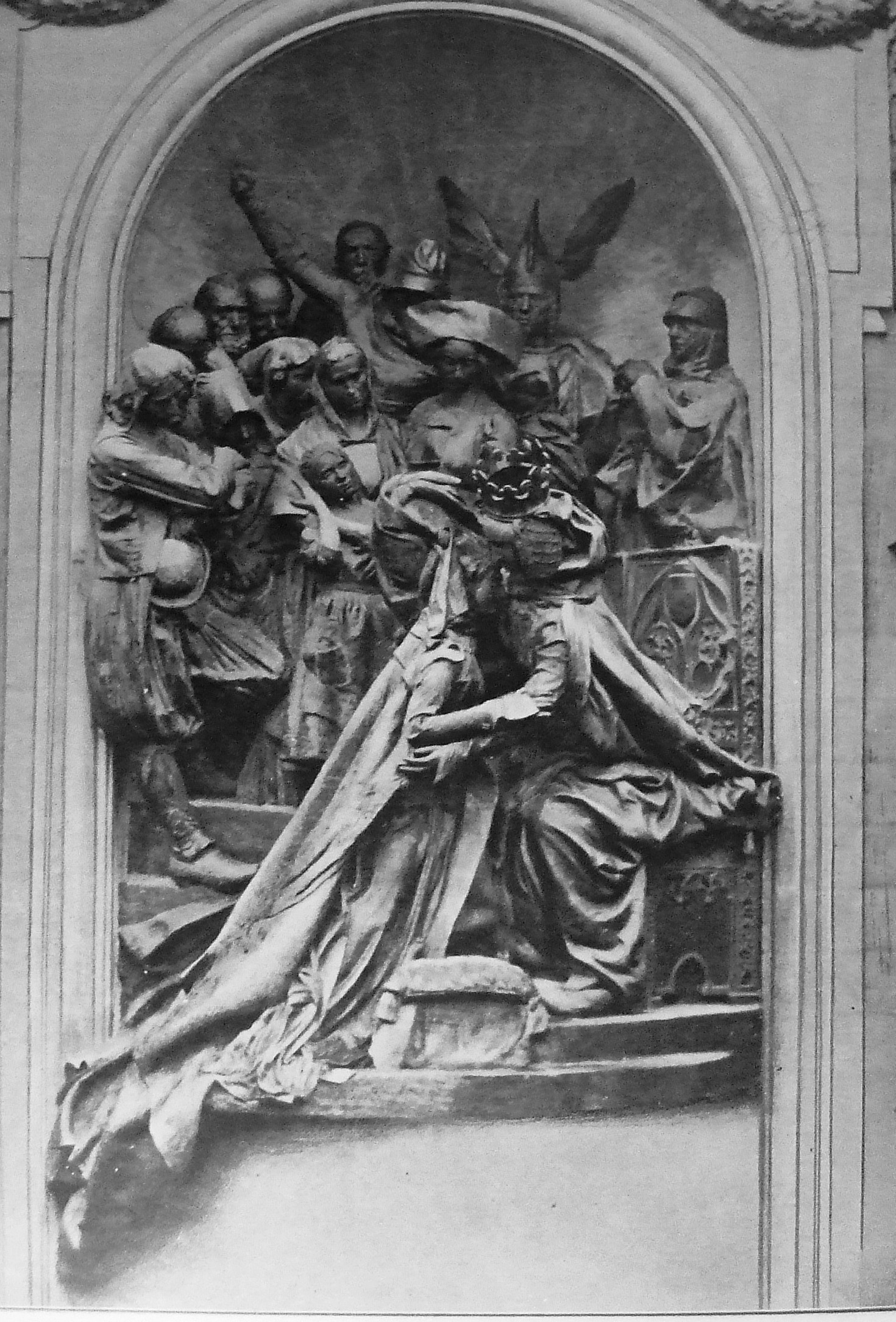
le monument de l'Union de la Bretagne à la France, Rennes, détruit en 1932.

L’image qu’Anne répand d’elle, par ses commandes (portraits, histoires), est celle d’une reine incarnant l’union entre la France et la Bretagne. Jusqu’à ce que le rattachement de la Bretagne soit assuré, elle est appelée Reine de Sure Alliance. Elle se dévoue, comme toutes les reines de France, pour son royaume. Elle apparaît comme un symbole de paix et d’union entre la Bretagne et la France, surtout après son mariage avec Louis XII, ce qui lui vaut le surnom de "Dame Union" après son troisième mariage.
Dans les arts, la France est alors représentée comme un jardin enchanté (tradition depuis le début du XIVe siècle), où courent porcs-épics (symbole de Louis XII) et hermines (symbole d’Anne de Bretagne). On la dote des vertus convenant à la reine de France : elle est libérale, pieuse et aimante, et contribue par ces trois qualités au gouvernement (générosité, prière et amour du roi), exemple vivant pour les sujets du royaume.
Ces manifestations publiques d’attachement renforcent l'alliance entre les Bretons et les Français. L’épisode de la Marie la Cordelière (10 août 1512), lors de la guerre contre l’Angleterre, démontre un rapprochement même si certains Bretons sont réticents à se battre pour « un monarque excommunié ». C'est une flotte franco-bretonne unie qui combat la marine anglaise, la nef Marie la Cordelière (battant pavillon breton) en tête.
Anne de Bretagne commande trois histoires de Bretagne au cours de sa vie :
- la première commande est passée en 1498 à Pierre le Baud (il en avait déjà écrite une en 1480 pour Jean de Derval), et retrace l’histoire de la province de Conan Meriadec à François II, et qui est éditée en 1505 ;
- la deuxième est commandée à Alain Bouchard, conseiller de François II et avocat au Parlement ; elle est achevée et éditée en 1514, puis rééditée en 1518, 1531, 1532 et 1541. Chaque édition comporte des ajouts (sur les règnes des rois de France à partir de Charles VIII) ;
- la troisième est commandé en 1512 à Jean Lemaire de Belges, mais jamais éditée.

## Évolution de l’image d’Anne de Bretagne
Dans son essai sur les biographies de la reine, Anne de Bretagne, Didier Le Fur reprend l'image d'Anne que donnent certains écrivains et historiens au cours des siècles qui ont suivi sa mort et la compare aux sources dont il dispose. Il en conclut que l'histoire d'Anne de Bretagne s'est enrichie d'éléments hagiographiques ou dépréciateurs non relatés par les écrits contemporains à la duchesse, difficiles à démontrer ou inventés. Les paragraphes ci-dessous résument l'essentiel des arguments de son livre.
L’Anne de Bretagne de Georges Minois brosse au contraire un portrait sans complaisance du personnage d'Anne par une lecture critique des sources.

### Anne, «orpheline héroïque»[7]et duchesse aimée des Bretons
La réédition de l’Histoire de Bretagne de Bouchard de 1518 comprend un ajout sur son voyage en Bretagne de 1505 (lors de la maladie du roi, et qui comprend un pèlerinage) pour insister sur l’atmosphère de fête lors du voyage, et l’amour réciproque entre la reine et le duché (ce qui est une figure obligée des comptes-rendus de voyages royaux[réf. nécessaire], l’affection populaire étant la meilleure manifestation de la légitimité des rois). Le gouvernement de la Bretagne par Louis XII n’est pas évoqué par Bouchard, qui affirme au contraire qu'Anne de Bretagne gouvernait seule le duché, et défendait les privilèges de la Bretagne. Ces ajouts sont supprimés en 1531 (lors de la négociation du traité d’Union) et restitués en 1532 et 1541. Cette histoire est là pour défendre les privilèges de la noblesse bretonne[réf. nécessaire], et comme une incitation, un rappel au roi à les respecter[réf. nécessaire]. Quatre ans après sa mort, Anne est présentée comme une personne aimée de son peuple et bien qu'il n'y ait pas de trace de cela de son vivant, cette relation affective sera reprise en permanence au cours des siècles suivants.
En 1577, les États de Bretagne s’opposent à la levée de nouveaux impôts. Ils se basent pour cela sur le second contrat de mariage d’Anne passé en 1499 avec Louis XII, et redécouvert au milieu du XVIe siècle. Les nobles bretons y lisent la volonté que la Bretagne ait un duc, qu'elle conserve sa fiscalité et qu'elle soit administrée par les gens du pays. Puis, afin d'asseoir ses revendications, la noblesse bretonne commande les Annales de Bretagne à Bertrand d’Argentré, juriste breton et petit-neveu de Le Baud. Ces Annales, éditées à Rennes en 1582 et à Paris en 1588, 1605, 1611, 1618 et 1668, font scandale (d’Argentré est accusé de soutenir les prétentions du duc de Mercœur au duché de Bretagne), sont partiellement censurées, et ouvrent un débat sur la suzeraineté du roi de France sur la Bretagne. Henri III commande une réfutation à Nicolas Vignier (qui meurt en 1596 ; son histoire n’est publiée qu’en 1619). Se basant sur les quelques actes signés par Anne entre 1489 et 1491, et sur deux citations, il crée l’image d'une jeune fille que Didier Le Fur appelle l’"orpheline héroïque" :
- qui dirige l’État breton de 1488 à 1491 (de onze à quatorze ans) ;
- et qui doit faire face à une campagne brutale de Charles VIII.

Cette image est reprise et amplifiée par la suite. François de Mézeray, historien royal, ajoute en 1646 qu’elle mène campagne seule, refuse qu’on gouverne à sa place (en 1489-91) et rejette le mariage qu’on veut lui imposer, et reprend la thèse de sa volonté de gouverner seule la Bretagne par la suite. Il le fait pour justifier la capacité d’une femme, Anne d’Autriche alors régente de Louis XIV, à gouverner la France, peu avant la Fronde[réf. nécessaire].
Une seconde contestation de la levée de nouveaux impôts royaux a lieu en Bretagne à la fin du XVIIe siècle, avec la révolte du papier timbré. Cet épisode provoque un renouvellement des histoires de la Bretagne, et notamment une commande des États de Bretagne aux bénédictins de Saint-Maur. Commencée par Dom Audren, qui meurt lors de la rédaction, elle est achevée par Dom Lobineau, Elle reprend les thèses d’Argentré, et fait également scandale, sans être censurée. Elle est réfutée par l’abbé Vertot. Lobineau transforme les précédentes considérations privées[réf. nécessaire] sur le refus d’épouser Alain d’Albret en volonté politique ; elle se sacrifie durant la guerre de 1489-1491 pour le bonheur de son peuple.
Au début du XVIIIe siècle, l’image d’Anne de Bretagne plus duchesse que reine devient celle d’une Anne plus attachée à son duché qu'au royaume de France, notamment avec l’Histoire de Bretagne de l’abbé Desfontaines (1739), qui est souvent repris par la suite : celui-ci affirme que le titre de duchesse lui était plus cher que celui de reine ; il multiplie les voyages de la reine en Bretagne ; Anne de Bretagne est peinée du rattachement de la Bretagne à la France. Pour Le Fur, sa volonté de gouverner seule devient une évidence. L’image d’"orpheline héroïque" se développe par la suite : elle mène campagne seule avec son peuple contre le roi de France, des épisodes patriotiques nombreux sont inventés.
Au XIXe siècle, le caractère de défenderesse de la Bretagne s’accentue : dans un ouvrage, elle apparaît à la bataille de Saint-Aubin-du-Cormier, elle n’a d’amour que pour son pays natal, ses voyages sortent les Bretons de leur léthargie, suscitent fondations de couvents et constructions d’édifices religieux. Ses biographies du XIXe sont consacrées pour moitié à sa jeunesse (jusqu’à 1491), partie de sa vie sur laquelle existent très peu de sources. Après 1850, dans les histoires régionalistes et quelquefois dans les histoires républicaines, Anne de Bretagne n’est plus jamais présentée comme française, à l’exception des cérémonies officielles dans lesquelles elle est habillée de ses vêtements de reine ; c’est elle qui conserve l’autonomie de la Bretagne après 1491. Cela en devient une évidence, même pour les historiens français, comme Le Moyne de la Borderie.
Avec la création du mouvement séparatiste en 1911, Anne sacrifie sa vie pour que le nom et l’indépendance de la Bretagne soient préservés. Elle ne fait rien pour l’union du duché à la France, France qui devient coupable du non-respect de ses engagements. En 1934, un historien peu connu, Bardin, la compare même à Jeanne d'Arc.
Enfin, Didier Le Fur retrouve systématiquement les caractères de l'autonomisme dans toutes les descriptions qui sont faites de la duchesse Anne dans les histoires de Bretagne d'après 1945.

### Le mariage forcé
De cette image de duchesse bretonne, attachée à l’indépendance et au bonheur de son duché, découle un autre mythe : celui du mariage forcé, un mariage consenti devenant incompatible avec une lutte contre le roi de France et la défense de l’autonomie du duché. L’histoire du mariage forcé repose sur un passage de Jean de Molinet, chroniqueur bourguignon attaché à Marguerite d'Autriche, délaissée par Charles VIII au profit d’Anne de Bretagne, passage où Anne avait plus d’affection pour Maximilien d’Autriche que pour le roi de France. Il fait de ce dernier l’ennemi mortel d’Anne. La seule raison du mariage est la raison d’État.
Cette thèse est corroborée par le chroniqueur royal Philippe de Commines.
Cette vision est reprise par Bernard d’Argentré : les histoires de Bretagne, à sa suite, font de Maximilien un mari accepté car lointain (donc préservant l’autonomie du duché), mais le condamnent car il ne défend pas son épouse ; le mariage avec Charles VIII répugne à Anne, pour des raisons religieuses (son engagement avec Maximilien d’Autriche, thème qui donne naissance à la légende de sa piété, puis de sa bigoterie) et politique : elle se sacrifie. Ce sacrifice devient de plus en plus important dans les histoires du XIXe siècle, et même le mariage avec Maximilien en devient un.
Le thème du rapt, issu de la propagande autrichienne des années 1491-1492, réapparaît au milieu du XIXe siècle, puis est repris abondamment par les séparatistes (qui affirment tirer l’histoire du rapt d’une tradition populaire), le rapt délégitimant le rattachement de la Bretagne. Il est également repris dans les années 1940, les nationalistes bretons manifestant leur sympathie envers l’empire hitlérien et voyant dans l’union de la Bretagne avec le Saint-Empire un signe précurseur[réf. nécessaire].

### Mauvais caractère et traître à la France
Cette partie de l’image posthume d’Anne est plus le fait des histoires royales, puis nationales.
Sa réputation de mauvais caractère vient d’un passage des Mémoires de Commynes, où elle montre de la rancune à Louis d’Orléans, d’humeur joyeuse malgré la mort du fils qu’elle avait eu de Charles VIII peu de temps auparavant. Cet aspect est ignoré jusqu’au XVIIe siècle, puis repris et amplifié par Brantôme. Avec une lecture partielle de quelques sources (le procès du Maréchal de Gié), elle devient cynique, calculatrice, dévorée d’ambition ; ce procès « révèle » son désir de fuir en Bretagne. À partir du XVIIIe, elle domine Louis XII, amoureux : ses conseils auraient provoqué les défaites de 1512-13, elle aurait voulu voler le trésor royal (épisode de Gié lors de la fuite inventée[réf. nécessaire], est prête à s’allier aux ennemis de la France. Cette description culmine avec Michelet, qui fait de Louis XII un roi faible dominé par sa femme ; à sa suite, les histoires de France la dotent de nombreux défauts, mis en rapport avec sa préférence pour son duché natal.
Récemment, Gilles Martin-Chauffier la considère comme une reine capricieuse, dépensière, aimant le luxe et se souciant bien peu de peuple.

### Anne, «duchesse en sabots», uneimage d'Épinal

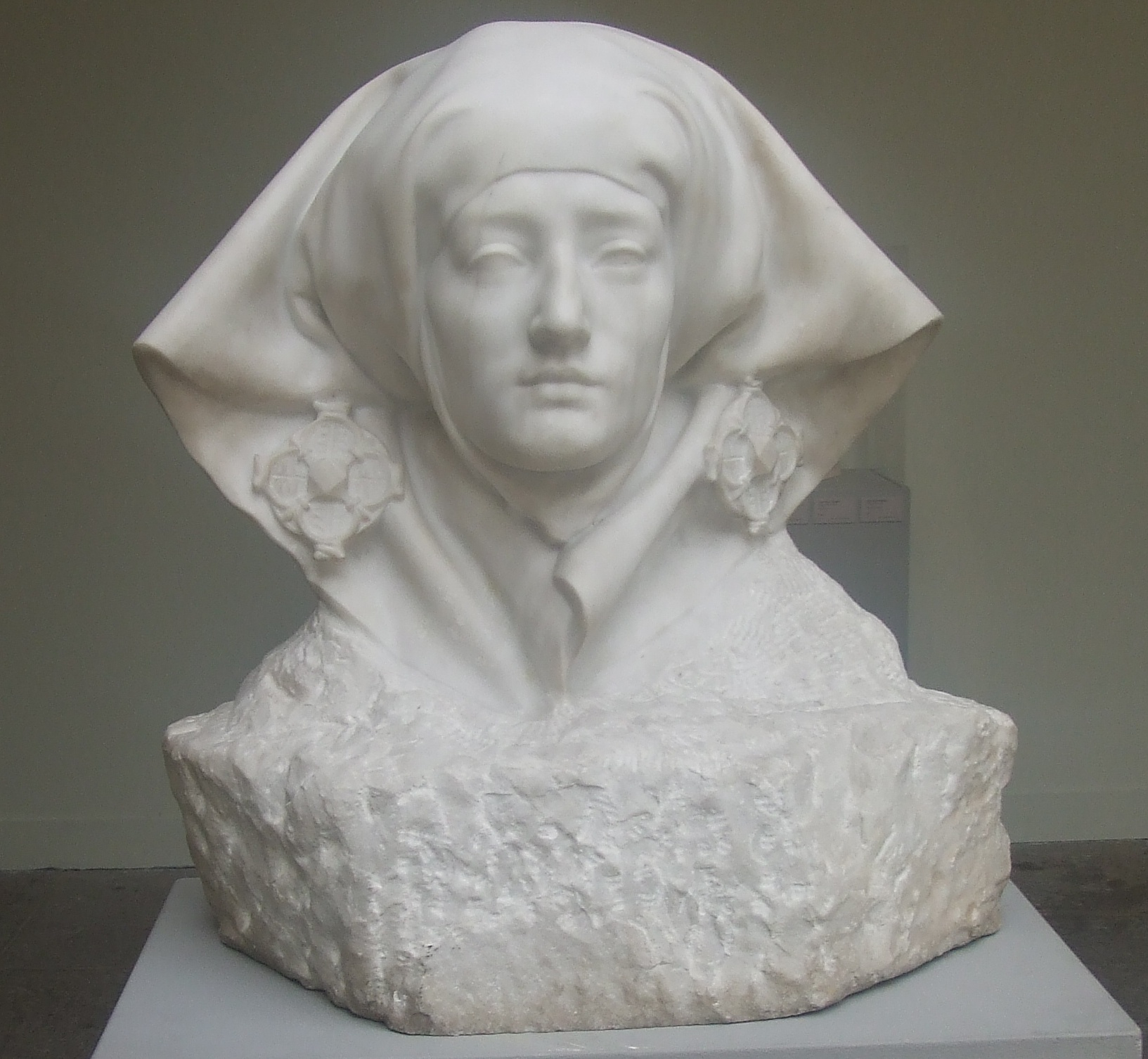
Anne de Bretagne par Jean Boucher

Pour Didier Le Fur, les régionalistes bretons cherchent, dès la fondation de l’Association bretonne, un personnage capable d’incarner leur idéal de renouveau agraire et régional, tout en manifestant leur attachement à la nation française. Leur choix se porte sur Anne de Bretagne, qui est progressivement dotée, dans les histoires de Bretagne, du costume breton. Comme le veut la bienséance au XVe siècle, la duchesse porte une coiffe en permanence (cf. les représentations contemporaines de la duchesse). Pour Didier Le Fur, les régionalistes se servent de cet accessoire vestimentaire pour rattacher Anne à leur race, démontrant la simplicité des goûts nationaux (bretons)[réf. nécessaire]. Ensuite, Didier Le Fur rapporte que les régionalistes font porter à Anne des vêtements simples et sombres (sauf lors des occasions officielles, où elle porte des habits somptueux tels qu’on les voit sur l’iconographie officielle). Mais la coiffe est adoptée par les bourgeoises fin XIXe, ce qui ôte du caractère paysan d’Anne de Bretagne.

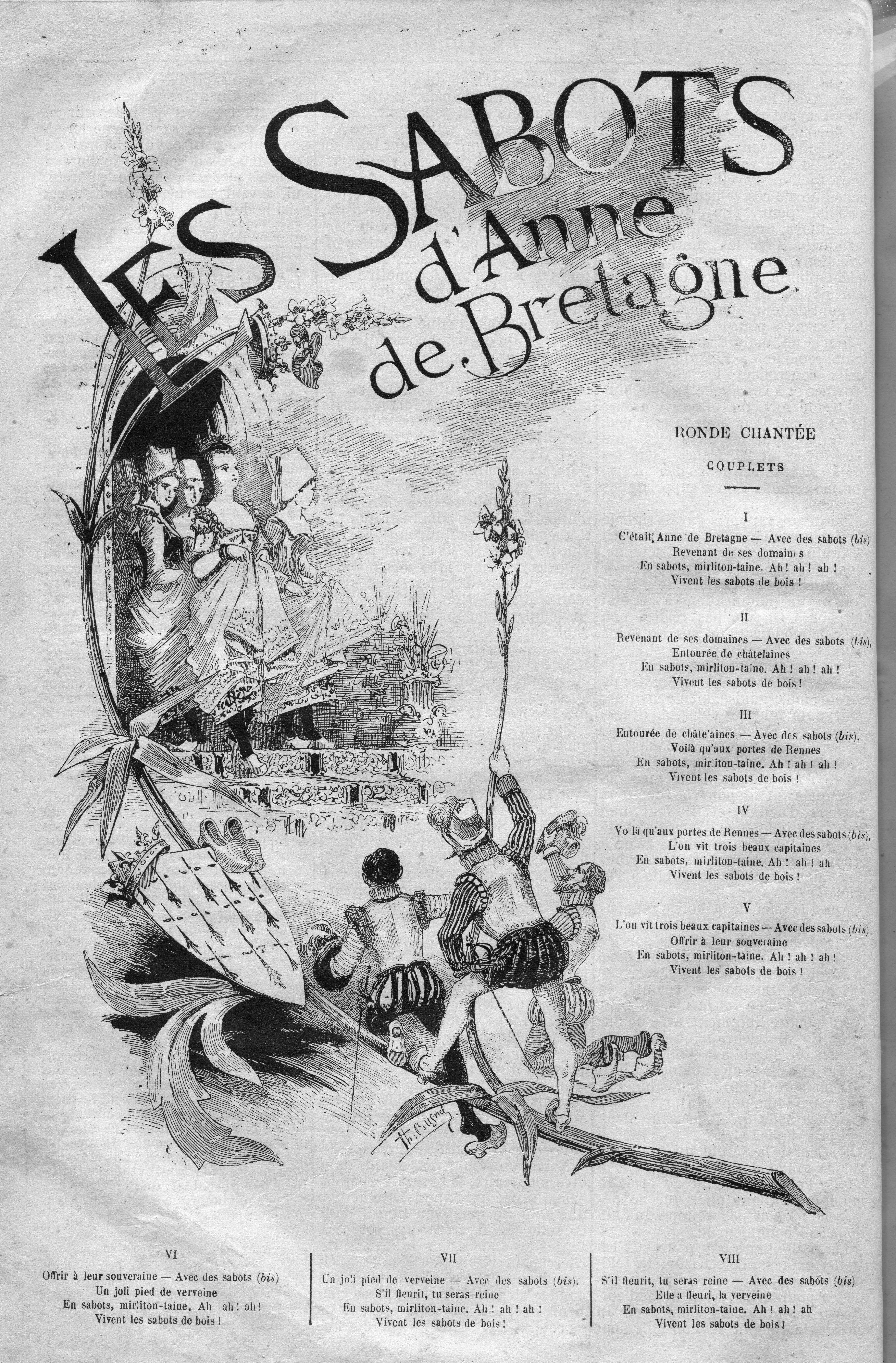
Les sabots d'Anne de Bretagne (Le Voleur, 1885)
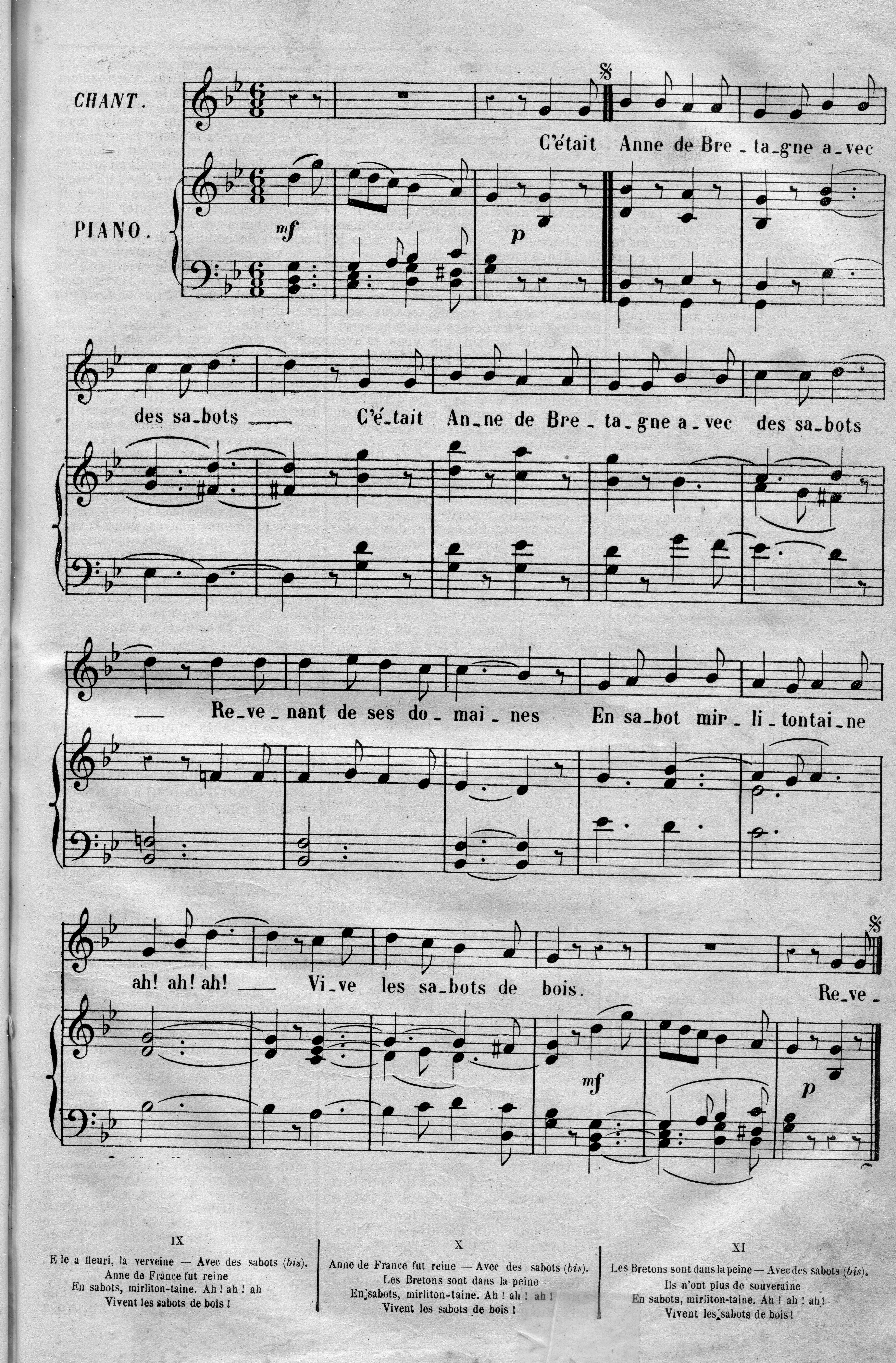
Les sabots d'Anne de Bretagne (Le Voleur, 1885)

Fin XIXe siècle se répand l'expression « Anne de Bretagne, duchesse en sabots » qui s'appuie sur la comptine Les Sabots d’Anne de Bretagne. Le Fur décrit cette chanson comme un pastiche d’En passant par la Lorraine. Cette chanson apparaît en 1880, grâce à Adolphe Orain qui dit l'avoir recueillie en Ille-et-Vilaine et a rajouté un couplet. La chanson est popularisée d'abord dans la presse enfantine,. Elle est ensuite adoptée par les participants aux banquets celtiques de Paris qui la chantent dès 1884 à la fin des repas, ce qui la porte au rang de Marseillaise des Bretons [réf. nécessaire]. Historiquement cette image de duchesse en sabots n'a jamais été justifiée. Elle n'a jamais non plus été présentée comme une vérité historique. Elle est remise en cause par les historiens à partir de 1976. L'expression, bien connue en France au début du XXe siècle, est encore utilisée de nos jours dans certains livres d'histoire,, ainsi que dans la littérature enfantine et sur des dépliants touristiques.